# Ligidium germanicum
Ligidium germanicum är en kräftdjursart som beskrevs av Karl Wilhelm Verhoeff1901. Ligidium germanicum ingår i släktet Ligidium och familjen gisselgråsuggor. Utöver nominatformen finns också underarten L. g. herzegowinense.